# اج‌ماونت پارک (میشیگان)
اج‌ماونت پارک (به انگلیسی: Edgemont Park) یک منطقهٔ مسکونی در ایالات متحده آمریکا است که در شهرستان اینگام، میشیگان واقع شده‌است. اج‌ماونت پارک ۲٫۱۵ کیلومتر مربع مساحت و ۲٬۳۵۸ نفر جمعیت دارد و ۲۶۵ متر بالاتر از سطح دریا واقع شده‌است.